# West Court
La West Court (アイムタワー・ウェストコート) est un gratte-ciel construit à Fujimi dans l'agglomération de Tokyo en 2003.
Il mesure 103 mètres de hauteur et abrite des logements sur 32 étages.
L'immeuble fait partie du complexe I'm Fujimino qui comprend un autre gratte-ciel, l'East Court ainsi que 9 autres immeubles plus petits.
C'est le plus haut immeuble de Fujimi.
L'architecte est le géant du BTP Shimizu Corporation.